# Sant Serni del Grau
Sant Serni o Sant Sadurní del Grau (coneguda també amb els noms de Sant Serni o Sant Sadurní de Vilamantells, l'església de Vilamantells o l'església de la Mare de Déu del Grau) és una ermita romànica del segle xi o XII de Vilamantells (municipi de Guixers). Està situada a 1.045 m. d'altitud en un petit planell de a l'extrem oriental del serrat de la Creueta i que s'obre a l'est del camí d'accés al Santuari de Lord. Aquesta església és un monument protegit com a Bé Cultural d'Interès Local

## Arquitectura
Per la banda oriental (façana principal) i la banda sud l'ermita està closa per un mur de pedra. Aquest clos és un cementiri on hi ha unes quantes tombes a terra assenyalades per una creu. Antigament, adossats a la paret oriental del clos del cementiri hi havia uns quants nínxols. Al cementiri s'hi accedeix per una porta de ferro situada davant la façana principal per bé que no pas alineada perpendicularment a la portalada de l'església. Entre aquesta i la porta d'accés al cementiri hi ha una creu de pedra obrada damunt d'un roc.

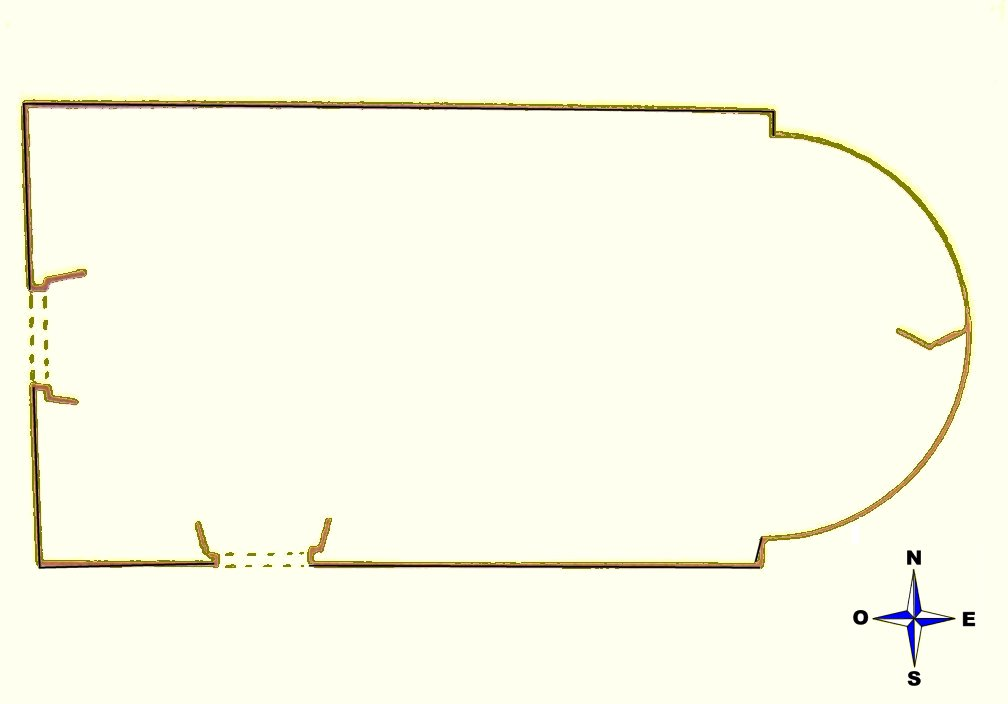
Planta de Sant Serni

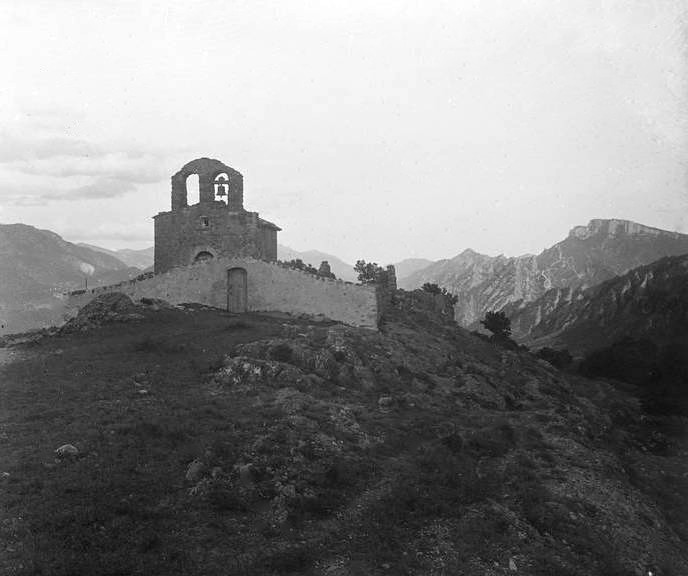
La capella l'any 1919

L'ermita (5,60 x 11,50 m.) és d'una sola nau rectangular capçada a llevant per un absis semicircular que ha estat sobrealçat fins al nivell de la teulada de la nau que és a dos vessants. La teulada que cobreix l'absis s'uneix directament a la de la nau rectangular. Damunt el sobrealçament de l'absis s'hi han col·locat les pedres trapezoidals amb bisell de l'antiga cornisa.
El parament de les parets està fet amb pedres de diferents mides col·locades en filades i escairades a cops de maceta.
El frontis és coronat per un campanar d'espadanya, amb dues finestres cobertes amb arc de mig punt adovellat. La finestra de la dreta té campana mentre que la de l'esquerra és buida. L'actual porta d'accés a l'ermita s'obre al centre del frontis i és d'arc de mig punt adovellat. La porta, de doble fulla, és de fusta ferrada amb volutes senzilles. Damunt d'aquesta porta s'hi obre una finestreta rectangular amb llinda de llosa. A la façana meridional hi ha una porta tapiada. També és d'arc de mig punt adovellat. Al centre de l'absis hi ha una altra finestra de doble esqueixada i també d'arc de mig punt.
L'interior és cobert amb volta de canó, reforçada per tres arcs torals de mig punt deformats. En els espais que hi ha entre els arcs s'ha buidat el mur per fer-hi sis arcades, tres per costat, de mides diferents, amb arcs de mig punt amb dovelles de lloses primes.

## Història
La primera notícia documentada és del 13 d'octubre del 1064, quan és cedida per Ermengol III, Comte d'Urgell al cenobi de Sant Llorenç. El 16 de setembre de 1088, Ermengol IV la cedí a Santa Maria de Solsona. El 23 d'agost de 1203, l'abat de Sant Serni de Tavèrnoles restituí als monjos de Sant Llorenç i al seu prior Arnau Ramon l'església de Sant Serni del Grau o de Vilamentells.
El 1297 va esdevenir la parròquia de Vilamantells i que ho va ser fins a l'any 1593 quan, amb la supressió del monestir de Sant Llorenç, va passar a formar part, juntament amb la de Santa Creu d'Ollers, de la parròquia de Guixers.